# 로버트 E. 셔우드

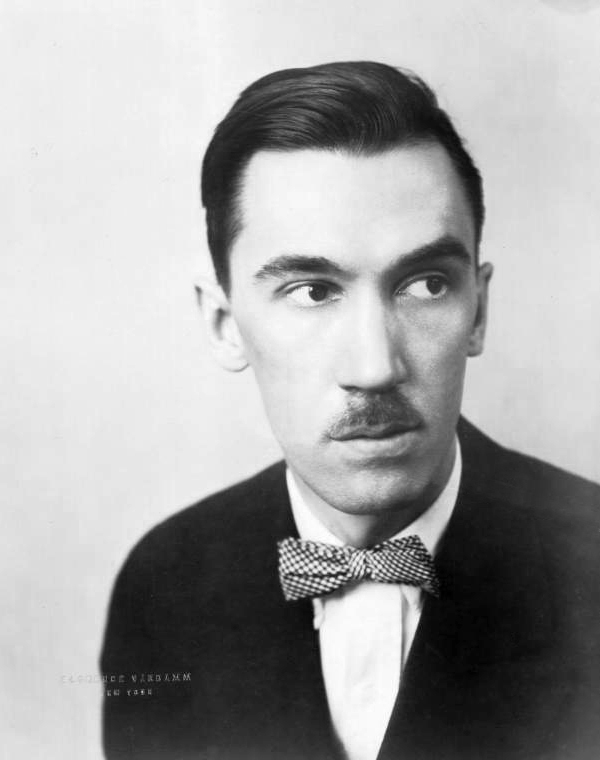

로버트 E. 셔우드(Robert Emmet Sherwood , 1896년 4월 4일 ~ 1955년 11월 14일)는 미국의 극작가 및 비평가다.
저널리스트·영화비평가·극작가·시나리오 라이터 그리고 전시(戰時)에는 대통령실 정보관 등으로 다채로운 활약을 하였다. 사회역사에 대한 문명비평을 지닌 풍자극의 극작가인데, 어딘가 로맨티시즘적 색채를 띠고 있는 것이 그의 특질이라고 할 수 있다. 《백치의 기쁨》(1936년), 《일리노이의 링컨》(1938년), 《밤은 없으리라》(1940년) 세 작품은 모두 퓰리처상 수상작품이며, 그의 원숙한 기교와 사상을 남긴 대표작이다. 《우리 생애 최고의 해》라는 영화는 그의 대본에 의한 것으로 이 밖에 영화 명작도 많다.

## 참고 자료
- 이 문서에는 다음커뮤니케이션(현 카카오)에서 GFDL 또는 CC-SA 라이선스로 배포한 글로벌 세계대백과사전의 내용을 기초로 작성된 글이 포함되어 있습니다.